# Margarida da Grécia e Dinamarca
Margarida da Grécia e Dinamarca (em grego: Πριγκίπισσα Μαργαρίτα της Ελλάδας και Δανίας), (18 de abril de 1905 – 24 de abril de 1981) foi a filha mais velha do príncipe André da Grécia e Dinamarca e da princesa Alice de Battenberg. Nasceu na ilha de Corfu, na Grécia.

## Família
Pelo lado do pai, Margarida era neta do rei Jorge I da Grécia e da grã-duquesa Olga Constantinovna da Rússia, que era neta do czar Nicolau I da Rússia. Pelo lado da mãe, era uma trineta da rainha Vitória do Reino Unido e do príncipe Alberto de Saxe-Coburgo-Gota. A sua mãe era neta da princesa Alice do Reino Unido, segunda filha da rainha Vitória e do príncipe Alberto.
Margarida era irmã do príncipe Filipe, duque de Edimburgo, o marido e consorte da rainha Isabel II do Reino Unido. Tinha também três irmãs: Teodora, Cecília e Sofia.

## Casamento e descendência
Margarida casou-se com o príncipe Godofredo de Hohenlohe-Langemburgo, a 20 de abril de 1931 em Langemburgo, Alemanha. Godofredo era o filho mais velho do príncipe Ernesto II de Hohenlohe-Langemburgo e da sua esposa, a princesa Alexandra de Saxe-Coburgo-Gota, uma neta pela linha masculina da rainha Vitória e do príncipe Alberto através do seu segundo filho Alfredo, Duque de Saxe-Coburgo-Gota e da sua esposa, a grã-duquesa Maria Alexandrovna da Rússia, uma filha do czar Alexandre II da Rússia e da princesa Maria de Hesse e do Reno. Como tal, tanto Margarida como Godofredo tinham como antepassados comuns a rainha Vitória do Reino Unido e o czar Nicolau I da Rússia.
O casal teve seis filhos:
- Filha natimorta (nascida e morta a 3 de dezembro de 1933)
- Kraft de Hohenlohe-Langemburgo (25 de junho de 1935 - 16 de março de 2004), casado primeiro com a princesa Carlota de Croÿ; com descendência. Casado depois com Irma Pospesch; sem descendência.
- Beatriz de Hohenlohe-Langemburgo (10 de julho de 1936 - 15 de novembro de 1997), não se casou nem teve filhos.
- Jorge de Hohenlohe-Langemburgo (24 de novembro de 1938 -)
- Roberto de Hohenlohe-Langemburgo (7 de abril de 1944 - 8 de abril de 1978), cometeu suicídio aos trinta e quatro anos de idade depois de vários anos de abuso de álcool e drogas, bem como devido à pressão exercida sobre ele devido à sua homossexualidade.
- Alberto de Hohenlohe-Langemburgo (7 de abril de de 1944 - 23 de abril de 1992), casado com Maria-Hildegard Fischer; com descendência. Tal como o irmão gémeo, também se suicidou depois de anos de abuso de álcool e depressão.

As quatro crianças mais velhas nasceram todas em Schwäbisch Hall, enquanto que os dois rapazes mais novos, gémeos, nasceram em Langemburgo.

## Morte
A princesa Margarida morreu a 24 de abril de 1981 em Langemburgo, na Alemanha. Viveu mais vinte e um anos do que o marido.

## Títulos e estilos
- 18 de abril de 1905 - 20 de abril de 1931: Sua Alteza Real, a Princesa Margarita da Grécia e Dinamarca
- 20 de abril de 1931 - 11 de dezembro de 1950: Sua Alteza Real, a Princesa Herdeira de Hohenlohe-Langemburgo
- 11 de dezembro de 1950 - 11 de maio de 1960: Sua Alteza Real, a Princesa de Hohenlohe-Langemburgo
- 11 de maio de 1960 - 24 de abril de 1981: Sua Alteza Real, a Princesa viúva de Hohenlohe-Langemburgo
  - 11 de maio de 1960 - 24 de abril de 1981: Também é usado Sua Alteza Real Margarita, Princesa de Hohenlohe-Langemburgo